# هاشم خان لی
هاشم‌خان‌لی (به ترکی آذربایجانی: Haşımxanlı) یک منطقه مسکونی در جمهوری آذربایجان است که در شهرستان صابرآباد واقع شده است. هاشم خانلی ۲۲۰۰ نفر جمعیت دارد.

## دین
در مسجد جامع هاشم‌خان‌لی یک هیئت مذهبی وجود دارد.